# Johanne Eilertsen
Johanne Eilertsen (11 marzo 2002) è una sciatrice alpina norvegese.

## Biografia
Slalomista pura attiva dal novembre del 2019, Johanne Eilertsen ha esordito in Coppa Europa il 13 marzo 2024 a Norefjell, senza completare la gara; non ha debuttato in Coppa del Mondo e non ha preso parte a rassegne olimpiche o iridate.

## Palmarès

### Campionati norvegesi
- 1 medaglia:
  - 1 bronzo (slalom speciale nel 2025)